# Mac OS X Leopard
Mac OS X Leopard (ossia leopardo) è la sesta versione principale del sistema operativo macOS sviluppato da Apple per i computer Macintosh. È stato annunciato per la prima volta il 6 giugno 2007 durante il Worldwide Developers Conference presieduto dal CEO di Apple Steve Jobs. È stato messo in vendita il 26 ottobre 2007, dalle ore 18 ora locale. Prende il posto della versione Mac OS X Tiger e dopo circa due anni viene sostituito da Mac OS X Snow Leopard.

## Requisiti di sistema
Il sistema operativo è disponibile per le macchine dotate di processori PowerPC G4 e G5 ad almeno 867 MHz (i vecchi processori G3 non sono supportati) e per le nuove macchine dotate di processori Intel. Il sistema deve avere almeno 512 MB di RAM e 9 GB di spazio su disco nell'installazione standard.

## Caratteristiche
Il sistema apporta più di 300 innovazioni e miglioramenti rispetto al predecessore, le principali sono:
- Versione definitiva del programma Assistente Boot Camp[6]. A differenza di programmi prodotti da terze parti come VMware Fusion e Parallels Desktop for Mac che utilizzano la virtualizzazione, Boot Camp richiede una partizione separata e fa girare un altro sistema operativo (ufficialmente sono supportati solo Windows XP SP2, SP3, Vista e 7) in modalità nativa permettendo di sfruttare l'intera potenza del sistema.[7]
- La scrivania subisce un aggiornamento grafico con l'uso di una grafica tridimensionale. Il dock è dotato di un effetto tridimensionale e il menu da 24 pixel di un look semitrasparente. Il desktop include anche la funzione stack. Gli stack sono una modalità di organizzazione dei documenti e dei programmi che permette di raggruppare gli elementi in una singola casella. La pressione sul mouse espande gli elementi raggruppati. Questo permette di mantenere i documenti utilizzati di frequente accessibili con rapidità ma con un ingombro dello schermo limitato.[8]
- Il Finder viene ridisegnato con l'aggiunta di una modalità grafica chiamata Cover Flow. In questa modalità i file vengono mostrati come immagini bidimensionali che scorrono immerse in un ambiente tridimensionale. Il finder include una nuova barra laterale che raccoglie i computer in rete, le ultime ricerche effettuate e le cartelle utilizzate più di frequente. La modalità a icone mostra una migliore rappresentazione del contenuto dei file. Il Finder fa un largo uso di anteprime che permettono di vedere il contenuto dei file (immagini, animazioni, testi, fogli di calcolo, presentazioni, PDF ecc.) senza dover eseguire le applicazioni collegate. Il Finder include una modalità di condivisione semplificata delle cartelle, la condivisione può essere utilizzata in condivisione con spotlight in modo da condividere cartelle dinamiche, che si aggiornano mano a mano che nuovi documenti vengono creati.[9]
- Quick Look è un programma integrato nel finder per la visualizzazione dei file. Il programma può essere attivato anche all'interno della modalità Cover Flow e permette una visione a pieno schermo dei file riconosciuti dal Finder. Il programma gestisce correttamente anche documenti multipagina e animazioni.[10]
- Supporto nativo delle applicativi a 64 bit che coesisteranno con quelli a 32 bit senza bisogno di emulazioni o altri metodi che riducano le prestazioni del sistema.
- Time Machine: un sistema per effettuare automaticamente il backup del sistema e di applicazioni (come iPhoto). Il programma fornisce un metodo grafico e intuitivo per ritornare a un precedente backup di una singola cartella o programma. Il programma permette il recupero anche di singoli file. Per il backup dei file il programma deve utilizzare un disco diverso da quello principale, il disco può essere un disco di rete, un disco collegato via USB o via rete wireless.[11]
- Leopard include applicazioni precedentemente distribuite solo come preinstallate su nuovi Mac, come Front Row e Photo Booth.
- Spaces: scrivanie virtuali, una caratteristica inclusa in molti gestori basati su X11, che permette di aver più scrivanie su cui poter disporre le applicazioni attive e che possono essere commutati velocemente.[12]
- Aggiornamento di Spotlight che include la capacità di trovare file su altri computer connessi in una rete locale. Possono essere effettuate ricerche avanzate basate su espressioni booleane (una caratteristica richiesta da molti utenti e sviluppatori).
- Core Animation (vedi sotto)
- Un significativo miglioramento di applicazioni per l'accessibilità, come Utility VoiceOver che aumenterà il supporto per il Braille e per i sottotitoli.
- Miglioramenti del programma di posta Mail che include la possibilità di aver note, template per la realizzazioni di lettere e lista "da fare" integrata con iCal. Il programma riconosce in automatico indirizzi email e date in modo da includere nei menu contestuali l'inserimento della mail nella rubrica di sistema o la reazione di un appuntamento per iCal.[13]Disco di installazione di Mac OS X Leopard in un Mac Pro

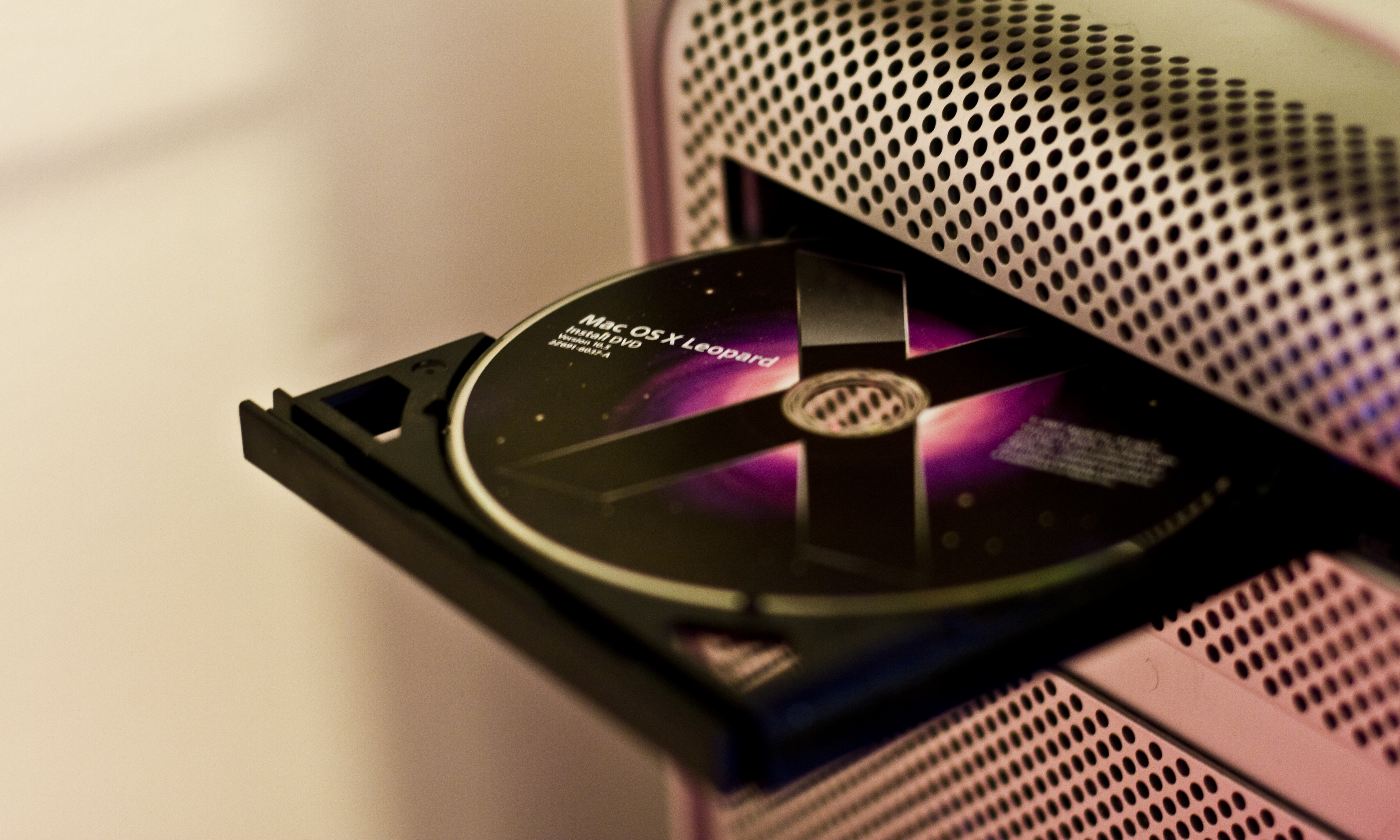
Disco di installazione di Mac OS X Leopard in un Mac Pro

- Miglioramenti di Dashboard ed i nuovi Dashcode (un programma per realizzare graficamente i "widgets") e Webclip (una funzione che permette, con un bottone in Safari, di creare al volo widgets della pagina web aperta correntemente con Safari).[14]
- Miglioramenti di iChat, che includono login multipli, icone animate, chat multiple tramite tab, caratteristiche simili a quelle fornite da programmi come Pidgin o Adium. Inoltre iChat includerà iChat Theater per includere nelle videoconferenze immagini provenienti da iPhoto e presentazioni provenienti da Keynote. Utilizzando un principio simile al croma key (ma senza richiedere sfondi blu o verdi) permette di sostituire lo sfondo della conversazione con un'animazione o con delle immagini scelte dall'utente, questa funzione richiede la presenza di un processore Intel.[15]
- Miglioramenti al browser Safari che include una funzione di ricerca avanzata del testo nelle pagine web simile a ciò che si può già vedere in Mozilla Firefox. Si possono trascinare i tab per modificarne l'ordine sulla barra dei tab, oppure direttamente fuori dalla finestra del browser per aprire una nuova finestra contenente la pagina web presente nel tab. Se il cursore rimane per un attimo fermo su un tab o durante il trascinamento del tab fuori dalla barra, viene visualizzata l'anteprima della pagina web di quel tab. Viene aggiunto il ripristino della sessione precedente come già avviene in Mozilla Firefox.[16]
- iCal significativamente ridisegnato e ristrutturato ora supporta i "To Do" (liste delle cose da fare) condivise insieme al nuovo Mail e offre la possibilità di condividere on-line un calendario con un gruppo di persone e permettere loro se modificarlo on line o meno.[17]
- Aggiunto il pannello di preferenze "Controlli Censura" che permette di limitare per un particolare utente o gruppo di utenti l'accesso al sistema, alle applicazioni, alle periferiche, alle connessioni di rete o a determinati siti web. Si può impostare le ore del giorno o un intero periodo in cui un utente o gruppo non può accedere al sistema. Permette inoltre all'utente di impostare filtri per il contenuto di file o per la navigazione internet mediante l'utilizzo di parole-chiave.[18]
- Il sistema si avvantaggerà dei processori multicore, applicazioni come Mail, Font Utility e Rubrica Indirizzi si avvantaggiano della presenza di più core di calcolo.
- UNIX, il sistema operativo è certificato Open Brand UNIX 03 Registered Product, conforme alle specifiche SUSv3 e POSIX 1003.1.[19] Il sistema operativo è stato certificato UNIX 03 dal The Open Group, un'organizzazione nata per certificare l'appartenenza dei sistemi operativi alla famiglia Unix.[20]
- Aggiunta a Utility Disco una sezione nominata "File recovery" in cui si può tentare di recuperare dal disco rigido file già cancellati (condizione necessaria è che la cancellazione non sia avvenuta in modalità sicura e che i file cancellati non siano stati sovrascritti da ulteriori operazioni di scrittura sul disco).
- Il programma Anteprima viene modificato nell'interfaccia per avvicinarsi allo stile dell'odierno Mail: interfaccia unificata e bottoni "a caramella". Fra le numerose migliorie introdotte verrà data la possibilità di modificare e salvare file PDF.
- La finestra del Cestino integra un bottone "Svuota" per lo svuotamento dello stesso senza dover necessariamente passare dal menu "Finder".
- Aggiunta la sezione "Firewall" in Preferenze di sistema>Sicurezza. Ora si può agevolmente decidere per ogni applicazione o servizio se accettare le connessioni entranti e di quale tipo (rete locale o internet). Il Firewall inoltre (in caso di situazione per la quale non fosse già stato programmato) tramite box di dialogo avvertirà l'utente del tentativo da parte di connessioni esterne di collegarsi ad una determinata applicazione e darà la possibilità di accettarle o meno.
- Alle "Opzioni Vista" delle cartelle del Finder e della Scrivania si aggiunge l'opzione "Grid Spacing" per la modifica della griglia che definisce la distanza fra le varie icone della cartella (o Scrivania).
- Le cartelle presenti nel dock possono aprirsi al trascinamento al loro interno di elementi. Le cartelle che seguono questo comportamento sono definite fantasiosamente "Springing Loaded Folders" cioè "Cartelle caricate a molla".
- Miglioramenti a Photo Booth, che permetterà il salvataggio di piccole animazioni in formato GIF.
- Miglioramenti al menu Spotlight. Un metodo veloce per fare calcoli: inserendo nel campo di ricerca una qualsiasi formula matematica verrà visualizzata nel menu l'applicazione Calcolatrice con scritto a fianco il risultato della formula stessa. Inserendo invece un termine qualsiasi presente nel Dizionario di sistema verrà visualizzato il riferimento a tale vocabolo nel Dizionario stesso. Viene data la possibilità di cercare fra gli snapshot di Time Machine cioè le diverse versioni di uno stesso file salvate dal motore di backup di Time Machine oppure file ormai cancellati sul disco rigido ma "catturati" in una snapshot (in inglese: "fotografia istantanea").
- Miglioramenti ad iSync. Aggiunta la sezione "iCall" per la gestione della sincronizzazione di singoli file o gruppi di file (è possibile scegliere oltre ai formati per le immagini anche documenti di testo semplice, PDF, MOV ed MP3). Aggiunto il supporto per dispositivi mobili Windows CE/Pocket PC.
- Il menù "Aiuto" integrerà un campo di ricerca (come già fa il menù Spotlight). Digitando una parola, il menù si riempirà con le voci degli argomenti di aiuto più inerenti alla parola cercata. Digitando un termine presente in uno o più menù del programma il menù si riempirà con riferimenti a tali comandi (ad esempio, cercando la parola "documento", appariranno le seguenti voci: "File > Apri documento", "File > Ripristina documento" ecc.). Tale miglioria è interna al sistema operativo e non necessita la riscrittura delle applicazioni per essere sfruttata.
- Viene aggiunta l'opzione vista file come icone nelle finestre di dialogo "Apri" e "Salva" e la possibilità di cambiarne la grandezza.
- Miglioramenti al sintetizzatore vocale Utility VoiceOver il quale ottiene una lettura del testo molto più naturale rispetto a Tiger e una funzione di lettura molto veloce ma comprensibile che si traduce in un risparmio prezioso di tempo soprattutto nella lettura di lunghi testi quali intere pagine web. Inoltre Utility VoiceOver aggiunge al suono della lettura indicazioni audio 3D permettendo all'utente di riconoscere la posizione sullo schermo degli elementi che vengono letti.
- Miglioramenti ad Automator facilitano ulteriormente la creazione di azioni automatiche grazie ad una nuova interfaccia più semplice e chiara, all'introduzione delle variabili e ad un nuovo resoconto più WYSIWYG-like dell'azione appena compiuta.
- Miglioramenti al Pannello di Stampa che aggiunge l'anteprima di stampa del documento senza necessariamente dover passare all'applicazione Anteprima.

## Innovazioni tecniche
- Assieme al sistema operativo, Apple distribuisce anche una nuova versione del suo IDE Xcode e di Interface Builder, portandoli entrambi alla versione 3.0. Introdurrà anche una nuova applicazione per sviluppatori: Xray, basata sulla utility open source DTrace, per misurare la performance delle applicazioni sotto sviluppo.
- Accanto a Core Image, Core Video e Core Audio, viene introdotto Core Animation, un framework Cocoa per la creazione di un'interfaccia grafica animata. Questa tecnologia viene usata, ad esempio, nelle animazioni per Time Machine e Spaces. Per esempio, se un utente vuole realizzare uno screensaver, basta che specifichi il punto di partenza e di arrivo dell'animazione e poi Core Animation calcolerà automaticamente i punti intermedi utilizzando la potenza di calcolo della scheda grafica e gli eventuali multi-core del processore, se presenti.
- Nuova versione del linguaggio di programmazione Objective C 2.0, a parte varie altre modifiche e miglioramenti, includerà anche garbage collection (come si può vedere già ora nella pagina man del GCC incluso nel Xcode 2.2.[21])
- Leopard gestisce l'interfaccia grafica in modo indipendente dalla risoluzione nativa espressa in pixels e non assumerà più una risoluzione tradizionale di 72 DPI. Sarà cioè possibile specificare la grandezza degli elementi dell'interfaccia in grandezze fisiche (centimetri, pollici) invece che in pixel. Un supporto preliminare è già incluso nella versione 10.4, ma ne è scoraggiato l'utilizzo in quanto tecnologia ancora preliminare. Questa tecnologia permette, per esempio ai grafici, di modificare il rapporto DPI dei loro schermi in modo da poterli adeguare alle esigenze tipografiche.[22][23]
- Supporto del file system ZFS.[24] Lo ZFS gestisce nativamente molte operazioni richieste da programmi come Time Machine. È stato annunciato ufficialmente il supporto di default dal CEO di Sun, Jonathan Schwartz. Oltre a maggior sicurezza e velocità, si potrà avere un array che, teoricamente, supera la somma della capienza di tutti gli hard disk finora prodotti.[25] Inizialmente si era diffusa la notizia che il file system sarebbe stato utilizzato come file system di default ma Apple ha ufficialmente smentito la notizia.[26]
- Nuovo formato di packing per i file: lo XAR, che rende più facile la gestione dei metadata dei file, l'aggiornamento delle applicazioni, la gestione delle firme digitali, il controllo degli hash e altre innumerevoli proprietà che potrebbero servire in un file grazie alla flessibilità del formato XML usato in XAR.

## Successo commerciale
Apple ha dichiarato di aver venduto due milioni di copie del sistema operativo in meno di quattro giorni superando ampiamente il precedente record di vendite del Mac OS X Tiger e rendendo Leopard il sistema operativo di maggior successo prodotto da Apple. Il 15 gennaio la società ha comunicato di aver venduto cinque milioni di copie del sistema operativo, raggiungendo quindi il 19% dei Macintosh sul mercato.

## Diffusione su macchine non Apple
Mac OS X Leopard è installabile anche sulle macchine dotate di processore Intel x86. Questo ha portato, in maniera non ufficiale, ad una diffusione di tale sistema operativo sulle macchine non Mac. Nonostante ciò, Apple dichiara illegale la procedura d'installazione su di un comune PC di un sistema operativo Mac, anche se regolarmente acquistato, in quanto la licenza EULA ne vieta esplicitamente l'installazione sui hardware non Apple. Per questo sono state rivolte delle accuse da parte dell'azienda di Cupertino nei confronti del sito OSX86, che fornisce assistenza a coloro che sono dotati di un PC con Mac. Nonostante l'accusa verso OSX86, secondo la legge DMCA, il sito non contiene materiale a scopo di pirateria, bensì informativo e didattico. Dal 3 novembre 2007 Apple ha dichiarato legale la virtualizzazione del suo sistema operativo, ma solo su hardware Apple e a condizione di essere in possesso di un adeguato numero di licenze.

## Storia delle versioni
| Versione | Build  | Versione Darwin | Data rilascio     |
| -------- | ------ | --------------- | ----------------- |
| 10.5     | 7B85   | 9.0             | 26 ottobre 2007   |
| 10.5.1   | 7B86   | 9.1             | 15 novembre 2007  |
| 10.5.2   | 7C107  | 9.2             | 11 febbraio 2008  |
| 10.5.2   | 9C7010 | 9.2             | 11 febbraio 2008  |
| 10.5.3   | 7D24   | 9.3             | 28 maggio 2008    |
| 10.5.4   | 7F28   | 9.4             | 30 giugno 2008    |
| 10.5.5   | 7F44   | 9.5             | 15 settembre 2008 |
| 10.5.6   | 7H63   | 9.6             | 15 dicembre 2008  |
| 10.5.6   | 7M34   | 9.6             | 6 gennaio 2008    |
| 10.5.7   | 7R28   | 9.7             | 12 maggio 2009    |
| 10.5.8   | 7S215  | 9.8             | 5 agosto 2009     |